# アクトアモーレ
アクトアモーレ (ACT AMORE) は2004年2月にオープンした大阪府高槻市の西日本旅客鉄道（JR西日本）高槻駅中央口前に位置する超高層ビルおよび複合商業施設である。高槻駅コンコースとはペデストリアンデッキで直結されている。

## 概要
住宅棟と商業棟からなり、商業棟には1F - 4Fがアル・プラザ高槻（平和堂高槻店）、5F - 6Fがシネマコンプレックス高槻アレックスシネマが入っている。このほか、大垣書店など数々の専門店も入居している。
アクトアモーレと隣接する高槻阪急には自転車とバイクの固定ロック器具付きの有料駐輪場が設置されている。アクトアモーレの駐輪場は入場から2時間まで無料である。
この他、建物北側に位置する商店街「アクトモール」、さらに交差点をはさんだ芥川商店街まで店舗が連なり、高槻駅北側の商業集積地となっている。
アクトアモーレの名前の由来は芥川のもとの名となった阿久刀、さらに英語のactとイタリア語で「愛」を意味するアモーレを合わせたもの。
アクトアモーレの上部にあたるローレルスクエアは、2棟とも高さが100 mを超えるタワーマンションとなっている。

## 施設概要
- 駐車場： 789台
- 駐輪場： 約2,200台
- アクトアモーレ
  - 1F - 4F： アル・プラザ高槻（平和堂高槻店）
  - 5F - 6F： シネマコンプレックス（高槻アレックスシネマ 9スクリーン・1820席）
- ローレルスクエア高槻
  - ウエストタワー： 地上30階・地下3階（低層部はアクトアモーレ、最高部高さ104 m）
  - イーストタワー： 地上28階・地下3階（低層部はアクトアモーレ、最高部高さ104 m）

所在地
〒569-1123 大阪府高槻市芥川町1丁目2番B-0115

## JR高槻駅北地区第一種市街地再開発事業の概要
- 施行区域面積:約2.9 ha
- 関係権利者:184名
- 公共施設面積:約1.56 ha（施行前の約1.7倍）
  - 高槻北駅南芥川線・上田辺芥川線（都市計画道路）
  - 高槻駅前線（高槻北駅前交通広場）
  - 市道芥川町108号線（区画道路）
- 住宅総戸数:495戸（地元権利者住宅57戸、保留床分譲住宅438戸）

## 事業費
| 収入                              | 収入金額 |  | 支出項目           | 支出金額 |
| --------------------------------- | -------- |  | ------------------ | -------- |
| 市街地再開発事業補助金            | 100      |  | 調査設計計画費     | 12       |
| 公共施設管理者負担金              | 70       |  | 土地整備費         | 6        |
| 参加組合員負担金及び 保留床処分金 | 229      |  | 補償費             | 107      |
| その他収入（十字屋違約金等）      | 21       |  | 施設建築物等工事費 | 253      |
|                                   |          |  | 公共施設工事費     | 18       |
|                                   |          |  | 測量試験費         | 1        |
|                                   |          |  | 事務費             | 16       |
|                                   |          |  | 借入金利子         | 7        |
| 合計                              | 420      |  | 合計               | 420      |

## 沿革
- 1993年（平成5年）8月 - 第一種市街地再開発事業の都市計画決定
- 1994年（平成6年） - 丸井が出店を辞退
- 1998年（平成10年）3月20日 - 本組合(JR高槻駅北地区市街地再開発組合)設立認可
- 1998年（平成10年）3月27日 - 事業認可
- 1999年（平成11年） - 十字屋が出店を辞退
- 2001年（平成13年） - 平和堂の出店決定
- 2001年（平成13年）11月 - 権利変換認可
- 2004年（平成16年）2月19日 - 竣工（再開発ビル、駅と再開発ビルをつなぐデッキの完成）
- 2004年（平成16年）2月27日 - グランドオープン
- 2004年（平成16年）4月1日 - 施設内に社会福祉法人経営の「高槻あいわ保育園」、「あいわ児童館」開設
- 2005年（平成17年）3月31日 - 事業完了

## JR高槻駅北駅前広場

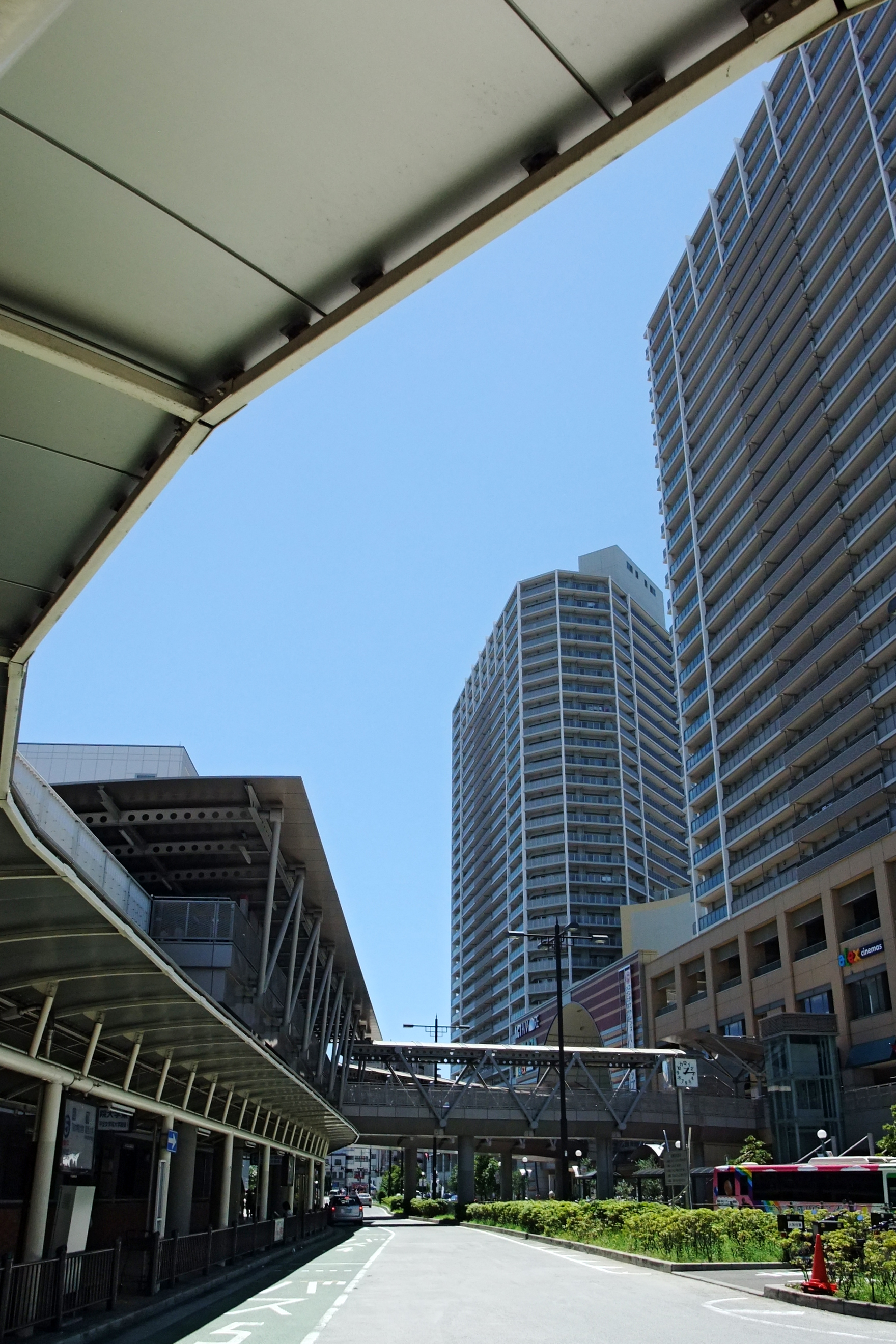
JR高槻駅北バスターミナルとアクトアモーレ

駅の北と西に分散していたバス停を集約するバスターミナルを設置。
広場の中央に歩道が貫通する双眼構造とすることで自動車が広場内を横断するルートがなく、安全性が高い設計となっている。
- 面積:約6,000 m2
- JR高槻駅北バスターミナルの整備
- ベンチ・休憩施設等の設置
- 障害者用トイレの設置

## 参照
- JR高槻駅北地区第一種市街地再開発事業 - 高槻市
- 整備事業メニュー - 高槻市
- 高槻市の現況
- 人口減少時代における衛星都市の問題と課題[リンク切れ]
- JR高槻駅北地区第一種市街地再開発事業 - アクトアモーレ[リンク切れ]